# Microchilus oroensis
Microchilus oroensis är en orkidéart som först beskrevs av Dodson, och fick sitt nu gällande namn av Paul Ormerod. Microchilus oroensis ingår i släktet Microchilus och familjen orkidéer. Inga underarter finns listade i Catalogue of Life.